# تيلمان فرانكس
تيلمان بن فرانكس الأب (بالإنجليزية: Tillman Ben Franks, Sr.)‏ (29 سبتمبر 1920 – 26 أكتوبر 2006) هو عازف غيتار وكاتب أغاني أمريكي، وكان مديرا لعدد من فناني الكانتري مثل جوني هورتون وديفيد هيوستن وويب بيرس وكلود كينغ.

## خلفية
ولد فرانكس في مدينة ستامبز في جنوب غرب ولاية أركنسو، وهو ابن جورج واتسون فرانكس (1890-1967) وبيرل غالواي (1896-1983).  انتقلت العائلة إلى شريفبورت في شمال غرب لويزيانا عندما كان عمر فرانكلين سنتين، حيث سكنوا في حي سيدار غروف. كما عاش سنواته الأخيرة في جنوب غرب مدينة شريفبورت.
خدم فرانكس في الجيش خلال الحرب العالمية الثانية، وبعد ذلك تزوج من فرجينيا هيلين سوبر (1927-2016)، وكانت تغنى مع زوجها،  وأنجب الزوجان أربعة أطفال.

## الموسيقى
شكل فرانكس وكلود كينغ فريقا موسيقيا بعد الحرب، وكان يعملان في عدة وظائف، معظمها في مبيعات السيارات. في 3 أبريل 1948، عزف فرانكس على الكونترباس مع فريق بايلز براذرز في العرض الأول لبرنامج لويزيانا هيرايد، والذي بثه محطة الراديو KWKH في مدينة شريفبورت.
عمل فرانكس كمدير للمغني جوني هورتون، وقام بتحويل المغني الناشئ في عام 1955 من علامة ميركوري ريكوردز إلى كولومبيا. ألف فرانكس أغنية "When It's Springtime in Alaska"، والتي تصدرت قائمة بيلبورد لأغاني الكانتري لهورتون عام 1959، كما اشترك في كتابة أغاني ناجحة أخرى لهورتون مثل "Honky Tonk Man" عام 1956، وأغنية "Sink the Bismark" عام 1960.  تلقى فرانكس إصابات في الرأس وكذلك إصابات داخلية في حادث سيارة يوم 5 نوفمبر 1960، في مدينة ميلانو في شرق تكساس، وهو الحادث الذي أدى لوفاة جوني هورتون وبتر ساق زميلهم الثالث تومي توملينسون.
تم الاعتراف بمساهمة فرانكس في موسيقى الروك أند رول من خلال إدخاله في قاعة مشاهير روكابيلي، وقاعة مشاهير لويزيانا، وكذلك إدخاله في رصيف النجوم في شريفبورت حيث وضعت طبعة يديه وقدميه في الخرسانة بجانب النجوم الآخرين، مثل ألفيس بريسلي. 
توفي فرانكس في 26 أكتوبر 2006 عن عمر الخمسة والثمانين. أقام الجنازة ابنه القس واتسون فرانكس. وتم دفن في مقبرة فورست بارك ويست في شريفورت.

## وصلات خارجية
تيلمان فرانكس على موقع ميوزك برينز (الإنجليزية)
- تيلمان فرانكس على موقع ديسكوغز (الإنجليزية)
- Tillman Franks Web site
- Frank Tillman at Hillbilly-Music.com